# Tavares (Rio Grande do Sul)
Tavares egy község (município) Brazíliában, Rio Grande do Sul államban, az Atlanti-óceán és a Lagoa dos Patos (Kacsák tava) között húzódó keskeny, homokos-vizenyős turzáson. A környéket a 18. században gyarmatosították, azonban később a természet visszakövetelte a területet; a község elszigetelt településeinek nagy részét elhagyták, szellemfalvakká váltak vagy teljesen elpusztultak.

## Története
A gyarmatosítás előtt indiánok lakták a környéket. A fehér ember megjelenésével számuk lehanyatlott, de számos archeológiai emlék maradt utánuk, például a kagylóhalmok (sambaqui). 1760 körül azoriak telepedtek le, hogy biztosítsák a földet a portugál koronának; velük együtt afrikai rabszolgák is érkeztek. Az egyik első letelepedő Antonio da Silva Tavares ezredes volt, aki királyi földadományként (sesmaria) kapta meg a területet, és akiről később elnevezték a kialakuló települést. 1982-ben függetlenedett Mostardas községtől, mely a maga során 1963-ban függetlenedett São José do Norte-tól.
Az erős szél, a homokdűnék és a tenger előretörése kedvezőtlenül érintette a község településeit, ezen felül a Lagoa do Peixe nemzeti park létrehozásával számos falu elszigetelődött. A község több, a 20. század közepén még virágzó falvát elhagyták; épületeik tönkrementek, legtöbbjüket elnyelte a növényzet, homok, vagy a tenger.

## Leírása
Területe 610 km2, de mindössze 5483 lakosa van (2020-as becslés). Ennek a területnek nagy részét a gazdag faunájú (több, mint száz madárfaj lakja) Lagoa do Peixe nemzeti park foglalja el. Gazdaságának nagy részét a brazil garnélarák (Farfantepenaeus paulensis) halászata teszi ki, de állattenyésztéssel és mezőgazdasággal is foglalkoznak. Szubtrópusi klímájú, az évi átlaghőmérséklet 17,5 ºC.
Két világítótorony van a községben: a Lagoa dos Patos partján 1849-ben felavatott (mai formájára 1881-ben átépített) Capão da Marca, és az óceánparton 1894-ben felavatott (és 1940-ben átépített) Mostardas.